# Фроміста
Фроміста (ісп. Frómista) — муніципалітет в Іспанії, у складі автономної спільноти Кастилія-і-Леон, у провінції Паленсія. Населення — 816 осіб (2010).
Муніципалітет розташований на відстані близько 210 км на північ від Мадрида, 29 км на північ від Паленсії.

## Демографія
Динаміка населення (INE ):